# Giovanni Manzuoli
Giovanni Manzuoli, także Manzoli, zwany Fiorentino (ur. około 1720 we Florencji, zm. 1782 tamże) – włoski śpiewak operowy, sopran (kastrat).

## Życiorys
Karierę śpiewaka rozpoczął w 1731 roku w rodzinnej Florencji. W 1736 roku wystąpił w Neapolu w premierze Onore vince amore Leonarda Lea, następnie w latach 1737–1748 związany był z neapolitańskim Teatro San Carlo. W kolejnych latach występował w Madrycie (1749–1752, 1755), Parmie (1754) i Lizbonie (1755). W 1760 roku gościł w Wiedniu, gdzie śpiewał w operach Johanna Adolfa Hassego, następnie do 1764 roku przebywał we Włoszech. W latach 1764–1765 śpiewał w King’s Theatre w Londynie, gdzie poznał rodzinę Mozartów. Udzielał lekcji śpiewu małemu Wolfgangowi Amadeusowi, którego spotkał ponownie w 1770 roku we Florencji. W 1768 roku został nadwornym śpiewakiem na dworze wielkiego księcia Toskanii w Mediolanie. W 1771 roku wykonał tytułową rolę w prapremierze opery W.A. Mozarta Ascanio in Alba, w tym samym roku zakończył swoją karierę sceniczną.
Występował przede wszystkim w operach twórców z kręgu szkoły neapolitańskiej. Ceniony przez współczesnych za technikę wokalną i umiejętności aktorskie, cechował się jednak trudnym charakterem.